# Mary Beach
Mary Beach (geboren 8. Mai 1919 in Hartford (Connecticut); gestorben 26. Januar 2006 in Cooperstown (New York)) war Künstlerin, literarische Übersetzerin, Buchverlegerin und Schriftstellerin. Sie lebte in den USA und in Frankreich. Ihr Hauptwerk ist die Collage-Erzählung Electric Banana, die zur amerikanischen Popliteratur der 1960er Jahre zählt.

## Leben
Mary Beach ist die Nichte der Buchhändlerin und ersten James-Joyce-Verlegerin Sylvia Beach. Sie verbrachte ihre Kindheit und Jugend ab ihrem fünften Lebensjahr in Frankreich und fing früh damit an zu malen. Nach der deutschen Besetzung Frankreichs im Zweiten Weltkrieg wurde sie unter dem Vichy-Regime 1941 vorübergehend als „verdächtige Ausländerin“ in einem Lager interniert. Ihre erste Einzelausstellung als Malerin hatte sie 1943. Weitere folgten 1958 beim Salon des Indépendantes in Paris und 1959 beim Salon des Femmes Peintres, auf dem sie mit dem Prix du Dôme ausgezeichnet wurde.
Bei einem ihrer Sonntagssalons für US-Exilanten, die sie in Paris veranstaltete, traf sie 1962 den französischen Dichter und Grafiker Claude Pélieu (1934–2002), den sie später in zweiter Ehe heiratete. Durch ihn begann sie sich der Literatur zuzuwenden. Sie übersetzte einen Text von Pélieu für den Verlag „City Lights Books“ von Lawrence Ferlinghetti, der sie 1963 nach San Francisco geholt hatte. Unter seinem Dach gründete sie ihren eigenen kleinen Verlag „Beach Books, Texts & Documents“. Übersetzen wurde ihre Hauptarbeit. Sie pendelte in diesen Jahren zwischen San Francisco, Paris und New York. Beach und Pélieu gehörten zur Szene der Beat Generation um William S. Burroughs, Allen Ginsberg und Jack Kerouac und wohnten 1969 im Chelsea Hotel in New York City. In der Erinnerung von Barry Miles schienen sie „in jeder Hinsicht ein respektables Mittelklasse-Ehepaar zu sein […] und Mary war gekleidet wie die Yankee-Erbin mittleren Alters, die sie war“. Die Wände ihres Hotelzimmers sollen jedoch voller Collagen gewesen sein, die aus Bildern, Wörtern und Schlagzeilen aus Untergrundzeitschriften und (Sex-)Magazinen zusammengeklebt waren.

## Werk
Die Textcollage Electric Banana von Mary Beach basiert auf ihren Tagebuchaufzeichnungen. Den Stoff mischte sie in der als Cut-up bezeichneten Technik mit Teilen aus einem Roman „über zwei homosexuelle Jugendliche, aus Kriegsmarine-Propaganda, mit René-Magritte-Titeln, Comics und Zitaten aus unterschiedlichsten Blättern, dazu die Gesprächsfetzen von Straßen und aus Kneipen, Refrains von Popsongs“, beschrieb Franz Dobler die Collage. Die politische Stimmung jener Zeit in Amerika habe niemand besser als Mary Beach, „die immer Contenance bewahrte“, in Literatur übersetzt. Eine Weiterführung ist Gothic Banana, worin sie auch ihre Lagererfahrung verarbeitete. Es entstand, so Dobler, „ein Horrorszenario zwischen Mittelalter und Science-Fiction, mit Nazi-Banden und Massenverhaftungen und permanenten Diskussionen darüber, ob man die Vereinigten Staaten mit Hitler-Deutschland vergleichen könne“. In einer durchgedrehten Welt drehe auch die Sprache vollkommen durch. Der Text sei schwer zu lesen und manchmal kaum zu verstehen.
Durch die Vermittlung von Burroughs freundete sich Mary Beach in San Francisco mit Carl Weissner an. Er übersetzte Electric Banana/Die elektrische Banane ins Deutsche. Zwischen 1967 und 1970 wurde die Collage-Erzählung in fünf verschiedenen Fassungen gedruckt. In der Anthologie Acid erschien sie mit einem Nachwort von Mitherausgeber Rolf Dieter Brinkmann, der eine Fotomontage integrierte. In den Vereinigten Staaten kam The Electric Banana erst 1975 als Buch mit einem Vorwort von William S. Burroughs heraus und zusammen mit Gothic Banana 1980 unter dem Titel A Two-fisted Banana. Die 2008 erschienene Ausgabe in deutscher Übersetzung zusammen mit den amerikanischen Originaltexten enthält die letzte Fassung der Elektrischen Banane, dazu den Text No Eye No Cyclone von Beach sowie das Vorwort von Burroughs.
Sie habe sich nach Auskunft von Carl Weissner nie als Autorin gesehen. Ihre wenigen Texte habe sie „mit links“ herausgeschleudert. Spätestens ab Mitte der Siebziger Jahre soll Mary Beach keine eigenen Texte mehr geschrieben haben. Sie ließ sich mit Pélieu in New York nieder, war als Übersetzerin tätig und schuf Kunstcollagen bis zu ihrem Lebensende.

## Veröffentlichungen
- Die Elektrische Banane, in Acid. Neue amerikanische Szene (Anthologie), herausgegeben von Klaus Dieter Brinkmann und Ralf-Rainer Rygulla, März Verlag, Darmstadt 1969
- The Electric Banana, Cherry Valley Editions, New York 1975, erste Auflage, ISBN 978-0-916156-07-7
- A Two-Fisted Banana. Electric & Gothic, Cherry Valley Editions, New York 1980, erste Auflage, ISBN 978-0-916156-35-0

- Die Elektrische Banane. 2-fisted version (zweisprachige Ausgabe Englisch und Deutsch), Übersetzung aus dem Englischen von Walter Hartmann und Gregor Pott, Verlag Peter Engstler, Ostheim/Rhön 2008, ISBN 978-3-929375-79-4

- The mystery of the Squeaky Floor, Collagen aus den Jahren 1996–1998, Verlag Peter Engstler, Ostheim/Rhön 2011, ISBN 978-3-941126-30-5

## Übersetzungen (Auswahl)
Mary Beach übersetzte in Zusammenarbeit mit Claude Pélieu Lyrik und andere Texte von William S. Burroughs, Allen Ginsberg, Lawrence Ferlinghetti und Bob Kaufman aus dem Amerikanischen ins Französische.
William S. Burroughs
- The Ticket That Exploded, Roman, frz.: Le ticket qui explosa, 1969
- The Yage Letters, Korrespondenz zwischen William S. Burroughs und Allen Ginsberg,  frz.: Les Lettres du Yage, 1970
- The Wild Boys. A Book of the Dead, Roman, frz.: Les Garçons sauvages - Un livre des morts, 1973
- Exterminator! Kurzgeschichten, frz.: Exterminateur, 1974
- The Last Words of Dutch Schultz, Theaterstück, frz.: Les Derniers mots de Dutch Schultz, 1975
- The soft machine, Roman, frz.: La machine molle, 1985

Allan Ginsberg
- Reality sandwiches, Gedichte, frz.: ebenso, 1972
- Kaddish, Gedichte, frz.: ebenso, 1972

Bob Kaufman
- Solitudes Crowded with Loneliness, Gedichte, frz.: Solitudes, 1966
- Golden Sardine, Gedichte, frz.: Sardine dorée, 1976

Lawrence Ferlinghetti
- Un regard sur le monde, Gedichte, zweisprachige Ausgabe Englisch und Französisch, 1969

Aus dem Französischen ins Englische übertrug sie u. a. Gedichte der ägyptisch-französischen Dichterin Joyce Mansour:
- Carré blanc, Gedichte (Paris 1966), engl.: Flash Card, New York 1978

## Quelle
- Franz Dobler: Diese verrückte Mrs. Mary Beach. Frankfurter Allgemeine Zeitung, Feuilleton (am 30. November 2008 online auf faz.net).
- Jane Wegewitz: Beach, Mary. In: Allgemeines Künstlerlexikon Online, De Gruyter, Berlin 2009, veröffentlicht von K. G. Saur 2021(Erfordert eine Authentifizierung).